# Teresa Pearce
Teresa Pearce (née le 1er février 1955)  est une femme politique du parti travailliste qui est membre du Parlement pour Erith et Thamesmead de 2010 à 2019. Elle est nommée ministre de l'Ombre du logement et de la planification en septembre 2015 . Lors du remaniement d'octobre 2016, Pearce est nommée Secrétaire d'État aux Communautés et au Gouvernement local du cabinet fantôme, se retirant après les élections générales de 2017 pour se concentrer sur sa circonscription .

## Jeunesse
Teresa Pearce est née à Southport, Lancashire, mais fait ses études à la St Thomas More School à Eltham, Londres. Pendant dix ans avant son élection, elle est cadre supérieur chez PricewaterhouseCoopers. Elle est une ancienne conseillère de Bexley.

## Carrière parlementaire
Pearce est élue à la Chambre des communes comme membre du Parlement d'Erith et Thamesmead aux élections générales de 2010 avec une majorité de 5 703 voix . Dans son discours inaugural, elle déclare sa fierté à l'égard du bilan du Parti travailliste sur Sure Start, le futur fonds pour l'emploi et le salaire minimum national.
En 2015, elle est réélue avec une majorité accrue de 9 525 voix, obtenant un peu moins de 50% des voix .
Au Parlement, Pearce siège à un certain nombre de comités spéciaux entre 2010 et 2015, siégeant à la fois au comité spécial du travail et des pensions (2010-2015) et au comité spécial du Trésor (2011-2015). Pearce siège aussi peu de temps au Comité des comptes publics (2015) avant d'être nommée ministre fantôme du Logement et de la Planification en septembre 2015 . Elle est nommée secrétaire d'État fictive pour les communautés et le gouvernement local lors du remaniement d'octobre 2016, mais démissionne de son poste après les élections locales de mai 2017 .
Elle soutient Owen Smith dans la tentative ratée de remplacer Jeremy Corbyn lors de l'élection à la direction du Parti travailliste (Royaume-Uni) en 2016 .
Pearce est réélue aux élections générales de 2017, avec une majorité accrue de 10 014 voix, gagnant plus de 57% des voix .
En juillet 2019, Pearce annonce qu'elle se retirerait aux élections générales suivantes.

## Vie privée
Pearce a deux filles adultes. Elle a sa première fille quand elle a 18 ans et dit qu'elle savait par expérience ce que c'est que d'être «radiée» en tant que mère adolescente. Elle a 5 petits-enfants.